# (3722) Urata
(3722) Urata – planetoida z pasa głównego asteroid okrążająca Słońce w ciągu 3 lat i 127 dni w średniej odległości 2,24 j.a. Została odkryta 29 października 1927 roku w Landessternwarte Heidelberg-Königstuhl w Heidelbergu przez Karla Reinmutha. Nazwa planetoidy pochodzi od japońskiego astronoma Takeshiego Uraty (ur. 1947), odkrywcy ponad 600 asteroid. Przed nadaniem nazwy planetoida nosiła oznaczenie tymczasowe (3722) 1927 UE.